# I transumani
I transumani (titolo originale Factoring Humanity) è un romanzo di fantascienza dello scrittore canadese Robert J. Sawyer del 1998, candidato al premio Hugo come miglior romanzo nel 1999.
È stato pubblicato in Italia da Urania nel 2000.

## Trama
Una professoressa dell'università di Toronto è impegnata nella sfida di decifrare un messaggio alieno.

## Edizioni
- (EN) Robert J. Sawyer, Factoring Humanity, 1ª ed., New York, Tor, 1998,  p. 350, ISBN 978-0-312-86458-3.
- Robert J. Sawyer, I transumani, traduzione di Roldano Romanelli, Urania, n. 1379, Milano, Arnoldo Mondadori Editore, 2000,  p. 348.
- (FR) Robert J. Sawyer, Dernière chance pour l'humanité, traduzione di Natahalie M.-C. Laverroux., Millénaires, J'ai Lu, 2002,  p. 335, ISBN 978-2-290-31876-8.